# Celestí Devesa

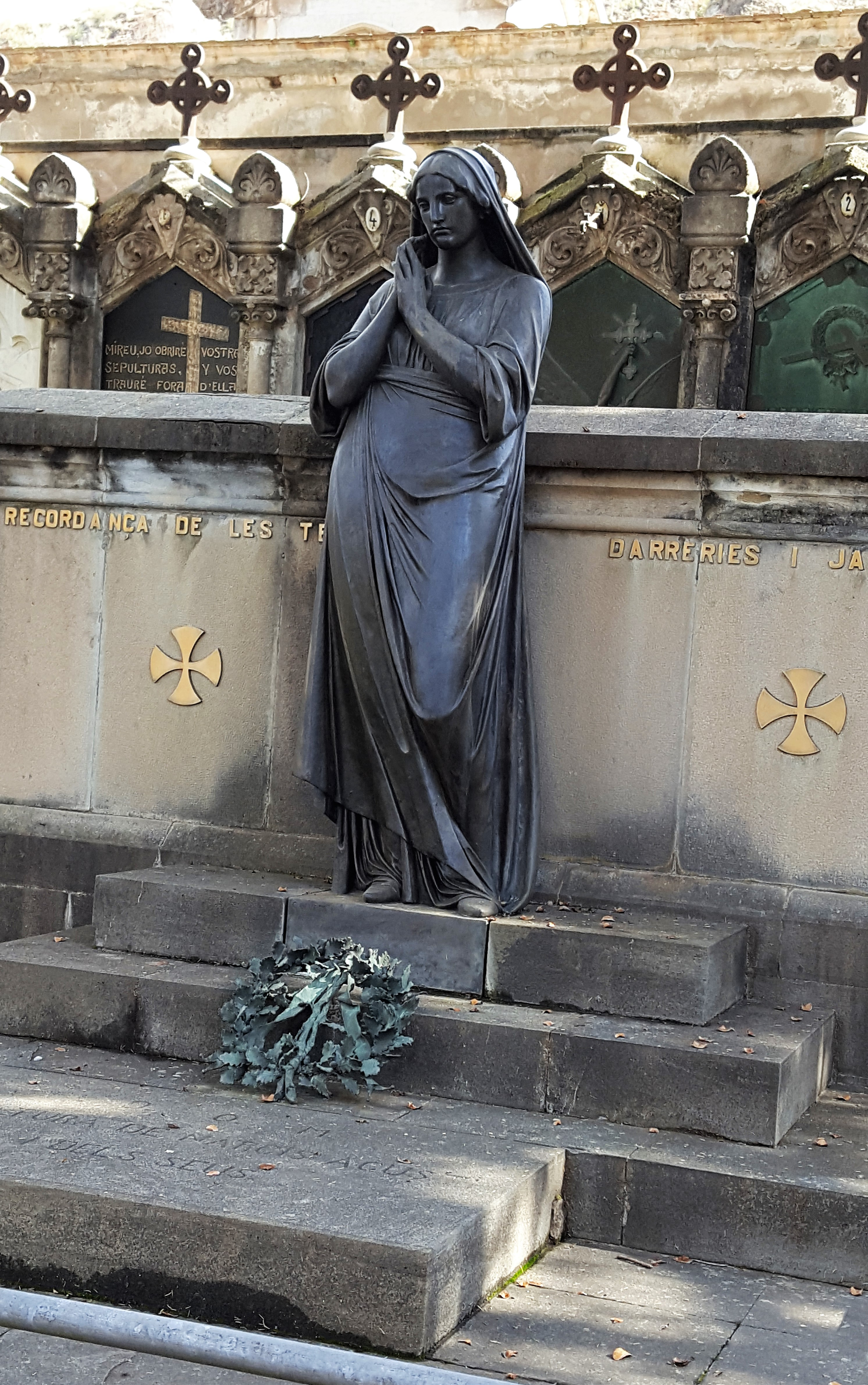
Celstí Devesa: Grabmal der Familie Agustí auf dem Friedhof von Olot mit der Figur „Meditative Ruhe“

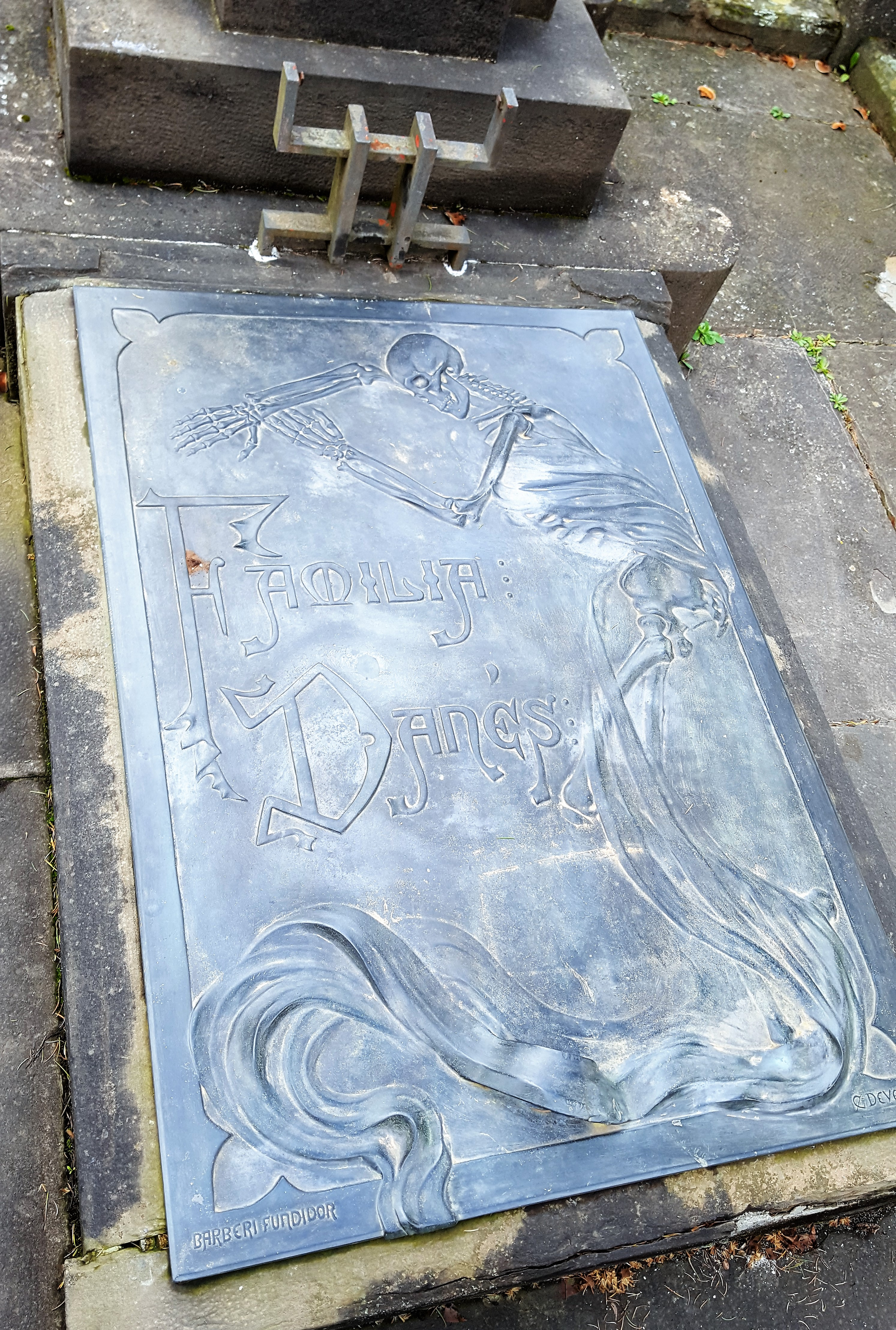
Celestí Devesa: Modernistische Grabplatte auf dem Grab der Familie Danès auf dem Friedhof von Olot (1905)

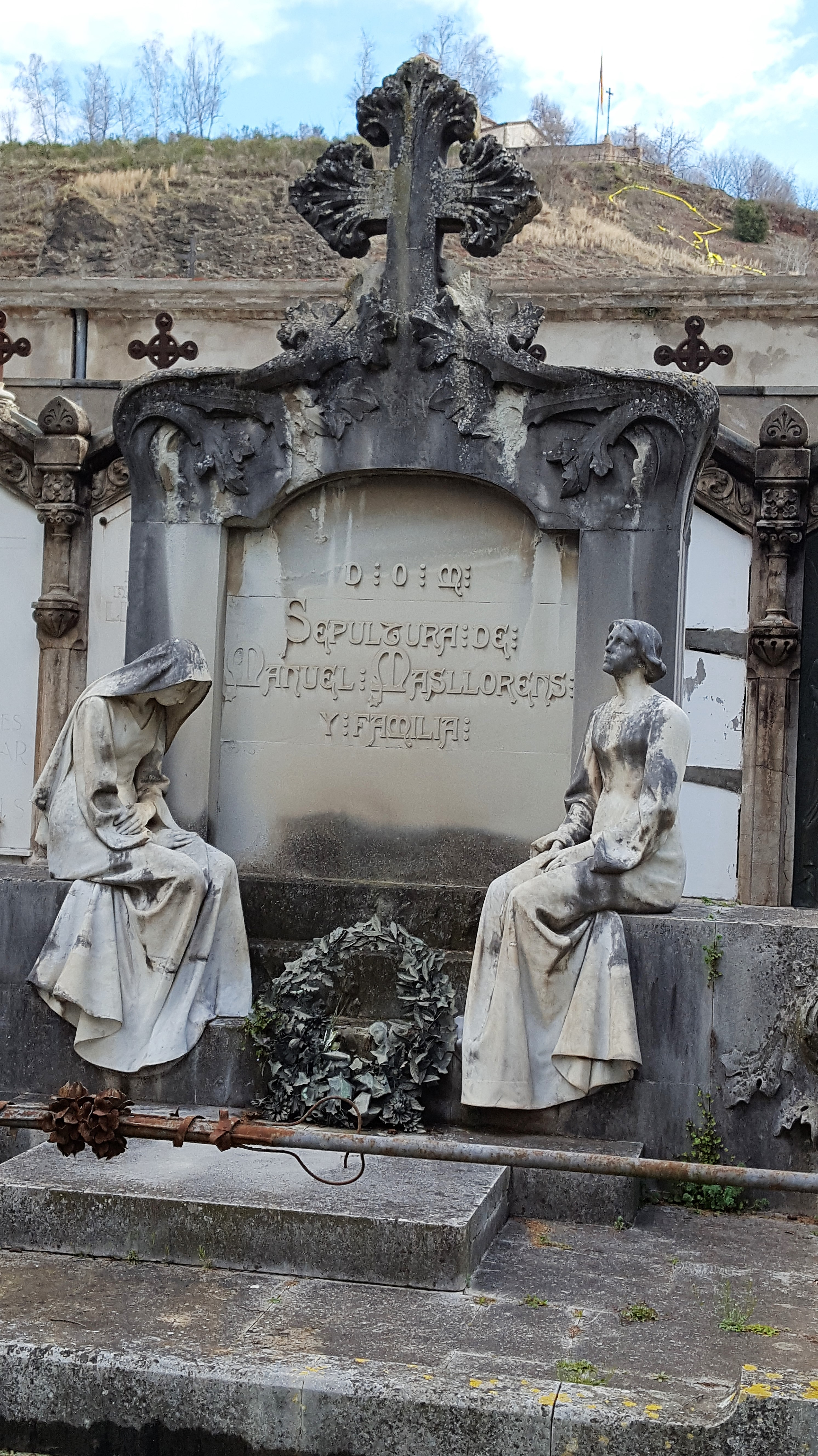
Celestí Devesa: Modernistisches Grabmal der Familie Masllorens auf dem Friedhof von Olot

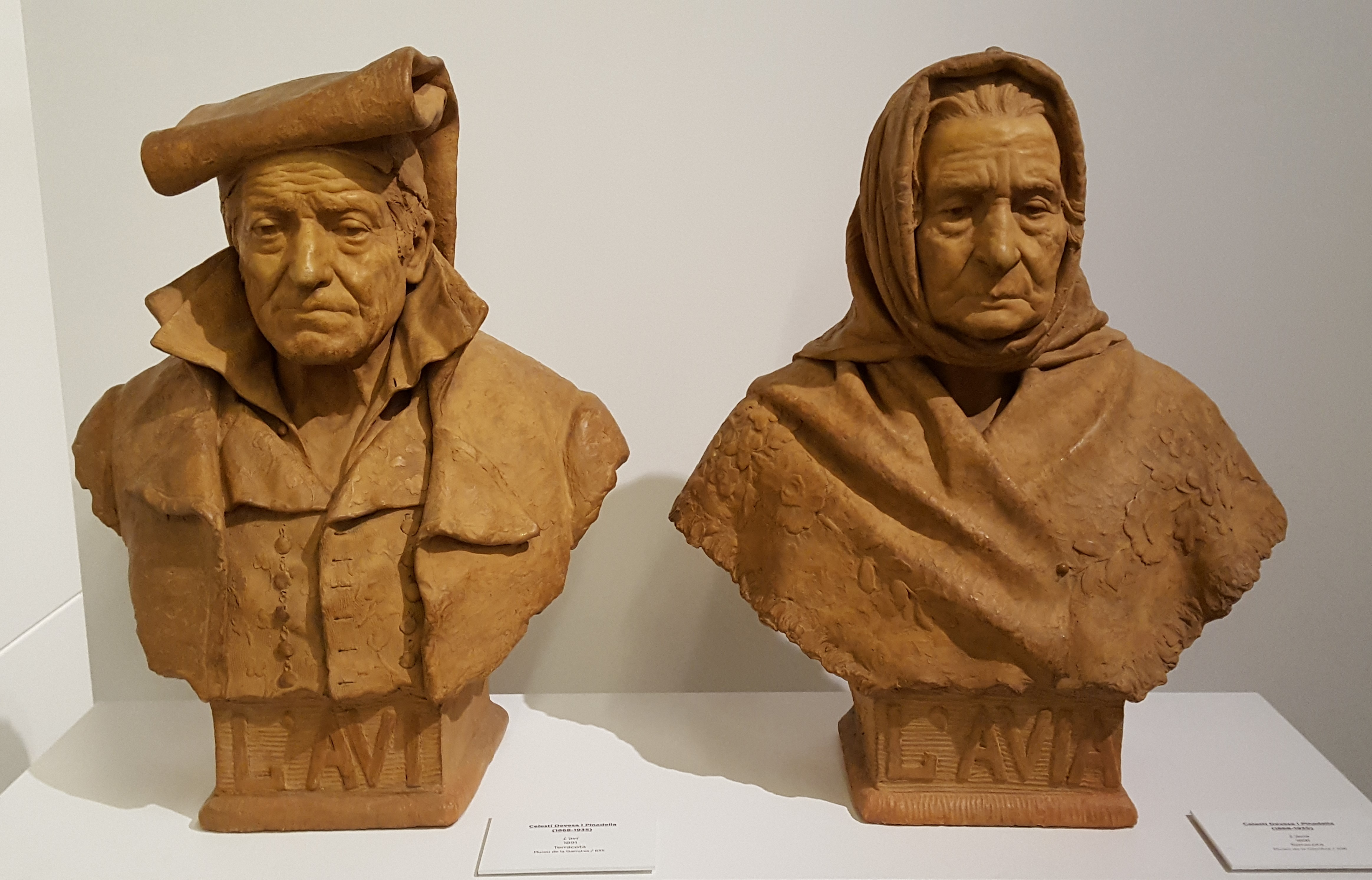
Celestì Devesa: Großvater und Großmutter, Terracotta, 1891 (Museu Comarcal d'Olot)

Celestí Devesa i Pinadella (* 20. Januar 1868 in Begudà; † 1. August 1935 in Olot) war ein katalanischer Bildhauer und Dozent für Zeichnung und Skulptur an der Escuela de Bellas Artes de Olot.

## Leben und Werk
Seine künstlerische Ausbildung erhielt er bei Josep Berga i Boix an der Kunstakademie in Olot. Devesa arbeitete viele Jahre lang als Bildhauer für das Olotenser Unternehmen für religiöse Kunst L’Art Cristià, spanisch auch El Arte Christiano genannt. Zusammen mit dem Bildhauer Miquel Blay gestaltete Devesa in den Jahren 1888/1889 die aktuellen Folklore-Riesen der Stadt Olot, die bei Festen in Umzügen öffentlich herumgetragen werden. Diese Riesen haben die alten Riesen von Ramon Amadeu ersetzt. Devesa selbst modellierte die Riesin (La Gegantessa). 

### Modernistische Grabmäler auf dem Friedhof von Olot
Bekannt wurde Devesa durch die Gestaltung von modernistischen Grabmälern auf dem Friedhof von Olot. Hier schuf er für die Familien Esquena, Danés, Masllorens, Agustí, Capdevila und Vayreda künstlerisch bedeutende Gedächtnisstätten. An der Rückseite des Pantheons für die Familie Esquena windet sich eine unregelmäßige, nach oben verlaufende Treppe, die in einem Christus-Korpus am Kreuz endet. Diese Treppe symbolisiert das in Christus endende, mal schwieriger und mal leichter verlaufende menschliche Leben. Der Gedächtnisstätte der Familie Danés entsteigt, durch einen Luftstoß angestoßen, ein Skelett. Das Skelett umfasst den Namen der Familie. Eine dreistufige, die drei Lebensalter symbolisierende Treppe führt zum Pantheon der Familie Masllorens. Die Treppe wird flankiert von zwei Figuren, der Traurigkeit und der Resignation. Das Pantheon der Familie Agustí wird von einer großen Figur gebildet, der meditativen Ruhe. Diese reflektiert über den Grund der menschlichen Existenz. Das Grab der Familie Capdevila wird links und rechts von zwei Glaubensengeln bewacht und verteidigt. Das Grab von Marià Vayreda ist mit einer Platte verschlossen, die mittig das Malteserkreuz trägt. Daneben auf der rechten Seite befindet sich das Familienwappen, auf der gegenüberliegenden Seite das Wappen von Katalonien.